# サイクリンE2
サイクリンE2（英: cyclin E2）は、ヒトではCCNE2遺伝子によってコードされるタンパク質である。CDK2に結合するG1期のサイクリンであり、p27KIP1やp21CIP1によって阻害される。細胞周期のG1/S期に関係しており、CDK3とも相互作用すると推定されている。CCNE2遺伝子の発現の異常はがんをもたらす場合がある。